# Euro-Neiße-Ticket+
Das Euro-Neiße-Ticket+ (Eigenschreibweise: EURO-NEISSE-Ticket+) ist ein vom Zweckverband Verkehrsverbund Oberlausitz-Niederschlesien (ZVON) initiiertes Ticketangebot, das zur grenzüberschreitenden Nutzung öffentlicher Verkehrsmittel im Dreiländereck Deutschland, Republik Polen und Tschechische Republik berechtigt.

## Geschichte
Mit Wirkung zum 1. Mai 2004 traten die beiden an das Gebiet des ZVON angrenzenden Staaten Polen und Tschechien der Europäischen Union bei. Im Vorfeld des Beitritts wurde in Beratungen mit Vertretern der Verkehrsunternehmen und der Gebietskörperschaften der drei Länder der Vorschlag entwickelt, den Gültigkeitsraum der Verbundraumtageskarte des ZVON um die grenznahen Gebiete in Polen und Tschechien zu erweitern.
Nachdem mit der Tschechischen Staatsbahn ČD und einigen Kraftverkehrsunternehmen in Tschechien und Polen Einigung erzielt werden konnte, werden seit dem 1. Mai 2004 Tages-, Kleingruppen- und Fahrradtageskarten für festgelegte Bereiche der drei involvierten Länder angeboten. In Deutschland werden sie unter dem Namen EURO-NEISSE-Ticket vertrieben, in Polen als EURO-NYSA-TICKET und in Tschechien als EURO NISA TICKET.
Später wurde durch die Integration weiterer Unternehmen in Polen und Tschechien das Liniennetz nach und nach vergrößert. Seit September 2008 gelten die Tickets im gesamten Verbundraum des ZVON (Landkreise Bautzen und Görlitz), im gesamten Liberecký kraj und in Polen in den Powiat Bolesławiec, Jelenia Góra, Lubań, Lwówek Śląski und Zgorzelec in den meisten Eisenbahn-, Stadt- und Regionalverkehrslinien der beteiligten Verkehrsunternehmen. Später wurde das Gültigkeitsgebiet unter anderem um den Schluckenauer Zipfel erweitert.
Der Name wurde zum 1. April 2021 in Euro-Neiße-Ticket+ (Eigenschreibweise EURO-NEISSE-Ticket+) geändert. Das Plus steht laut ZVON für Vergünstigungen, die man bei den touristischen Partnern des ZVON erhält, etwa im Tierpark Zittau oder im Keramikmuseum in Bolesławiec, dem früheren Bunzlau.

## Verkehrsunternehmen
Folgende Bus- und Bahnunternehmen erkennen EURO-NEISSE-Tickets auf Linien im EURO-NEISSE-Raum an:
- Republik Polen: F.H.U. Bielawa (Bieleccy busy), Grupa Transportowo Logistyczna (GTL), Koleje Dolnośląskie (KD), MZK Bolesławiec, MZK Jelenia Góra, PKS Bolesławiec, PKS Jelenia Góra, PKS Voyager, Przewozy Regionalne (PR)
- Tschechische Republik: Arriva vlaky, BusLine, ČD, ČSAD Česká Lípa,  ČSAD Liberec, Verkehrsbetriebe der Städte Liberec und Jablonec, Umbrella Coach & Buses
- ZVON: DB Regio Bus Ost GmbH, Die Länderbahn GmbH DLB (Trilex), Görlitzer Verkehrsbetriebe (GVB), Lassak-Reisen Bautzener Busreisen, Omnibusbetrieb Beck, Omnibusbetrieb S. Wilhelm, Omnibusverkehr Oberlausitz, Ostdeutsche Eisenbahn (ODEG), Regionalbus Oberlausitz (RBO), Sächsisch-Oberlausitzer Eisenbahngesellschaft (SOEG), SchmidtSchwarz GmbH & Co.KG

## Preis

### Deutschland
In Deutschland kostet das Ticket ab dem 1. August 2025 für eine Person 17,50 Euro. Für jede weitere Person erhöht sich der Preis: 24 € (2), 28,50 € (3) 33,50 € (4) und 38,50 € (5 Personen). Eine Fahrradkarte kostet 5,50 €. 
In der 3 Tage gültigen Variante kostet das Ticket für eine Person 29 Euro, für zwei Personen 44 Euro. Für jede weitere Person sind je 5 Euro mehr zu zahlen (bis zu 5 Personen). Die Fahrradmitnahme ist, anders als beim Tagesticket, im Preis inbegriffen.

### Tschechien
In Tschechien kostet das Ticket für einen Tag und eine Person 350 CZK (ca. 13,80 Euro). 2 bis 5 Personen zahlen je nach Personenanzahl 510 bis 720 CZK. Eine Fahrradkarte kostet 100 CZK. In der 3-Tages-Variante kostet das Ticket zwischen 660 CZK (eine Person) bis 1330 CZK (5 Personen).

### Polen
In Polen kostet das Ticket für eine Person und einen Tag 55 PLN (ca. 12,90 Euro), für bis zu 5 Personen 115 PLN. Die Fahrradkarte kostet 12 PLN. Die 3-Tages-Variante kostet für eine Person 110 PLN, für bis zu 5 Personen 230 PLN. Die Fahrradkarte kostet 36 PLN.